# Masni delež
Masni delež je eden od načinov izražanja množine snovi v homogenih ali heterogenih zmeseh. Masni delež je količina brez dimenzije. Z množenjem masnega deleža s 100 nastane masni odstotek ali odstotna koncentracija. 

## Definicija
Masni delež snovi A (xA) z maso mA v zmesi s skupno maso mzmesi je enak
{\displaystyle x_{A}={\frac {m_{A}}{m_{zmesi}}}}
Vsota vseh masnih deležev je enaka 1:
{\displaystyle \sum _{i=1}^{N}m_{i}={m_{zmesi}}}
{\displaystyle \sum _{i=1}^{N}x_{i}=1}

## Primeri
- Masni delež 1 mola železa v 1 molu brezvodnem železovem(II) sulfatu je:

{\displaystyle x_{Fe}={\frac {m(Fe)}{m(FeSO_{4})}}={\frac {55,845}{151,910}}=0,368}
- Masni delež 1 mola kristalne vode v 1 molu kristalnem bakrovem(II) sulfatu CuSO4*5H2O je:

{\displaystyle x_{H_{2}O}={\frac {m(H_{2}O)}{m(CuSO_{4}*5H_{2}O)}}={\frac {5*18,015}{249,680}}=0,361}
- Masni delež etanola v raztopini iz 40 g etanola in 60 g vode je

{\displaystyle x_{et}={\frac {40}{40+60}}=0,4}